# Mariefred (Schiff)
Die Mariefred ist ein kohlegefeuertes Dampfschiff, das auf dem Mälarsee in Schweden fährt.

## Geschichte
Das Schiff bedient die Strecke von Stockholm nach Mariefred. Das Dampfschiff ist laut schwedischen Quellen wahrscheinlich einzigartig auf der Welt, da es seit seinem Bau auf derselben Linie verkehrt und immer noch von der Original-Dampfmaschine angetrieben wird.
Die Mariefred ist seit dem 6. Juni 2002 beim Seehistorischen Museum Stockholm mit K-märkning (kulturhistorisches Objekt) gelistet.
Zur Feier des 700-jährigen Jubiläums der Stadt Uppsala am 22. Mai 2022 weilte König Carl Gustaf und Königin Silvia an Bord.

## Das Schiff
Die Bestellung für das Schiff erfolgte im Oktober 1902 von der Mariefreds Ångfartygs AB, Mariefred. Die einsatzbereite Übergabe wurde für den 15. April 1903 vereinbart. Am 21. Februar 1903 erfolgte der Stapellauf bei der Werft William Lindbergs Varvs- och Verkstads AB in Stockholm mit der Baunummer 251. Die Baukosten beliefen sich auf 84.000 Schwedische Kronen. Die erste Fahrt auf der Strecke Stockholm – Sandviken – Mariefred war am 14. April 1903.
Die Mariefreds Ångfartygs AB fusionierte am 7. Mai 1905 mit Ångfartygs AB Gripsholm und bildet zusammen Gripsholms – Mariefreds Ångfartygs AB, die damit Eigentümer wurde.
Im Jahr 1907 wurde elektrisches Licht installiert. Bereits 1908 erfolgte ein erster Umbau, wobei die Aufbauten nach vorne verlängert wurden und das Steuerhaus nach vorne verschoben wurde um Platz für eine Arbeits- und Aufenthaltskabine für den Kapitän zu schaffen.
Die Reederei und das Schiff wurden 1966 von der Föreningen Stiftelsen Skärgårdsbåten in Stockholm übernommen. 1983 wurde ein neugebauter Dampfkessel eingebaut.
2022 wurde das Schiff mit einer Besatzung der Nybrovikens Rederi AB in Vagnhärad gefahren, ab 2023 erfolgte der Betrieb mit einer Mannschaft der Gripsholms-Mariefreds Ångfartygs AB, Stockholm.

## Technische Änderungen
Die technische Daten aus der Bauzeit weichen von den heutigen geringfügig ab. So wird die ursprüngliche Länge mit 32,64 Metern angegeben und die Breite mit 6,07 Metern. Der mittlere Tiefgang beträgt 3,00 Meter. Die damals eingebaute Dampfmaschine ist bis heute mit verminderter Leistung im Einsatz.

## Vorfälle
Während der Überfahrt am 16. Juni 1973 von Mariefred nach Stockholm lief der Dampfer in der Nähe der Anlegestelle von Sandviken auf Grund. Der Propeller blieb im Seegrund stecken und das Schiff war manövrierunfähig. Die in der Nähe befindliche Storskär kam zu Hilfe. Die Passagiere wurden von der Storskär übernommen, die anschließend auch die Mariefred vom Grund zog. Das Schiff war nach Austausch der Schiffswelle zwei Wochen später wieder in Betrieb.
Am 17. Juli 1976 lief das Schiff bei Kalkudden, Gemeinde Strängnäs erneut auf Grund. Schäden am Schiff entstanden nicht.
Am Morgen des 7. Mai 1980 brach auf der Drottningholm, die in Stockholm lag, ein Feuer aus. Das Feuer griff auf die auf Seite liegende Mariefred über. Die Drottningholm brannte völlig aus und auf der Mariefred wurde der vordere Teil des Aufbaus, das Steuerhaus, die Rettungsboote und der Speisesaal beschädigt. Ein Besatzungsmitglied, das die Nacht an Bord verbracht hatte, konnte sich durch einen Sprung über Bord retten. Die beschädigte Mariefred wurde noch am selben Tag zu Aufräumarbeiten in die Werft Mälarvarvet auf Långholmen gebracht. Der Wiederaufbau wurde später auf der Kummelnäs-Werft in Nacka durchgeführt. Ende Juni 1980 konnte das Schiff die Werft wieder verlassen und den Betrieb wieder aufnehmen. Die erste Reise nach der Reparatur begann am 28. Juni 1980.
Am 20. Mai 1981 bildete sich starker Rauch im Schiff und es wurde manövrierunfähig und wurde mit Hilfe eines anderen Schiffes geborgen. Der Dampfkessel war undicht geworden und musste gewechselt werden. Der Einbau des neuen Kessels begann erst im März 1983. Der Kessel und der Einbau kosteten etwas mehr als 800.000 SEK.
Durch einen elektrischen Defekt entstand während der Nachtliegezeit am 8. Mai 1994 um 01.30 Uhr am Klara Mälarstrand in Stockholm  ein Feuer an Bord. Das Oberdeck hinter dem Steuerhaus und Teile des Mitteldecks wurden zerstört. Das Schiff wurde nach Beckholmen geschleppt, wo noch am selben Abend die Reparaturarbeiten begannen. Anfang Juni konnte das Schiff den Fahrtbetrieb wieder aufnehmen.

## Bilder

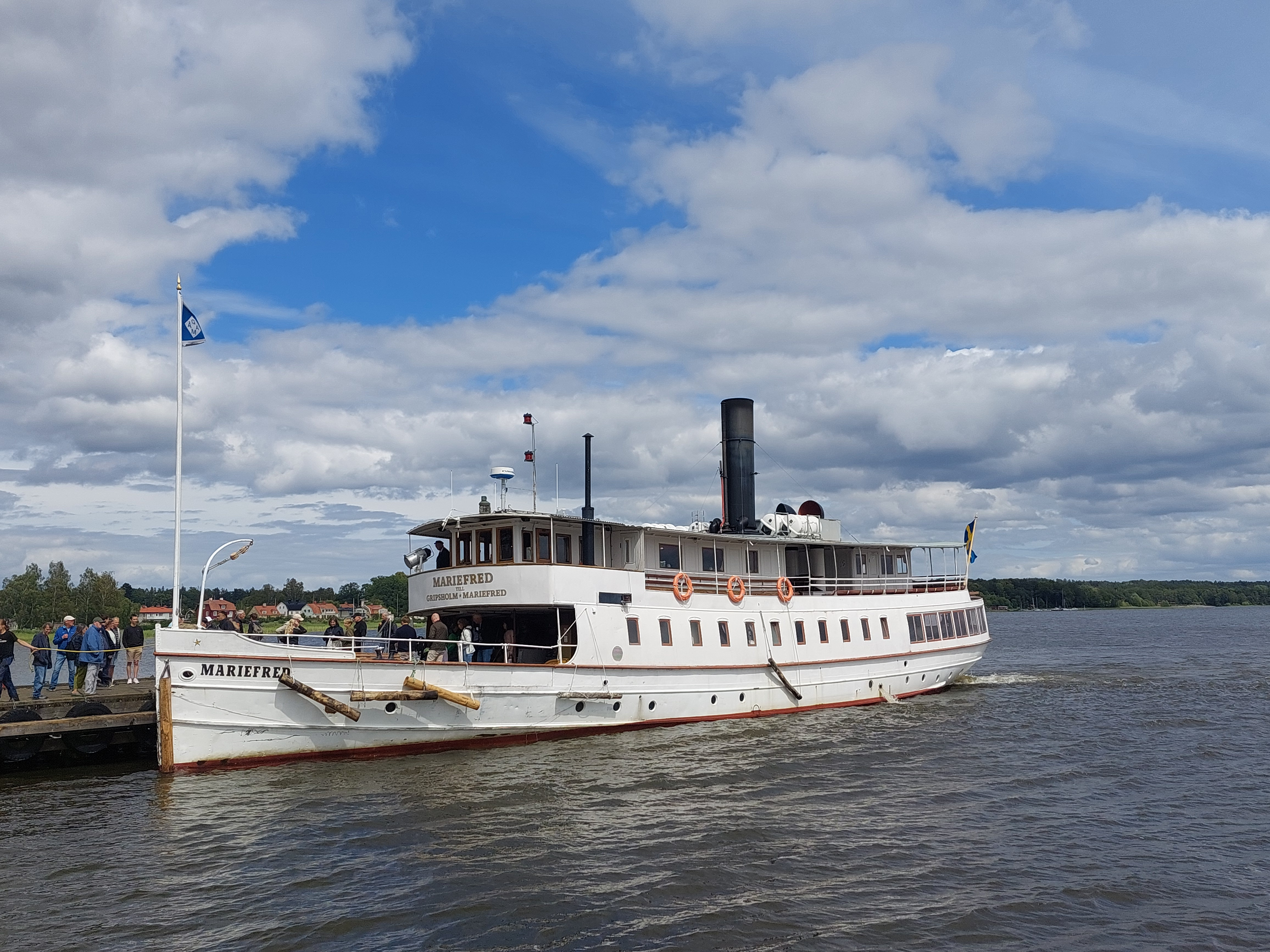
Seitenansicht
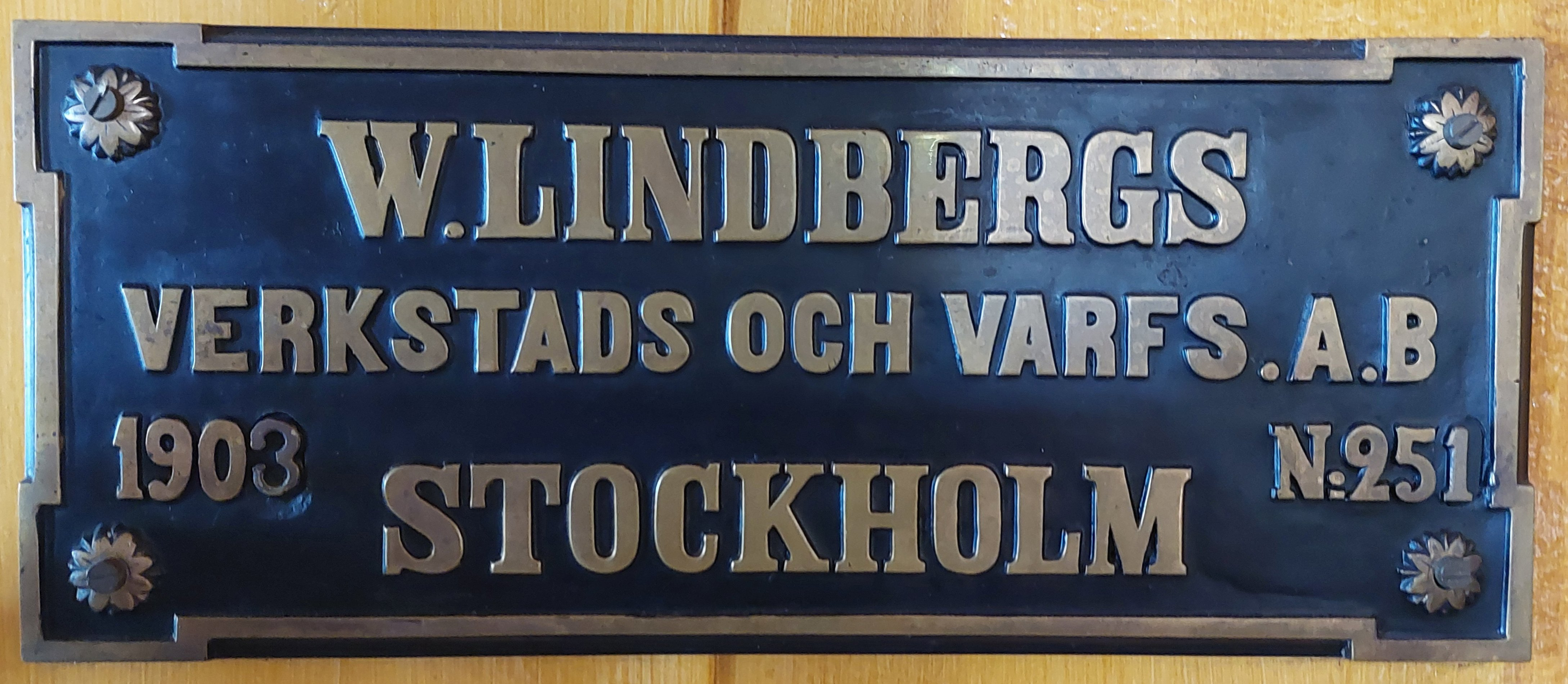
Fabrikschild
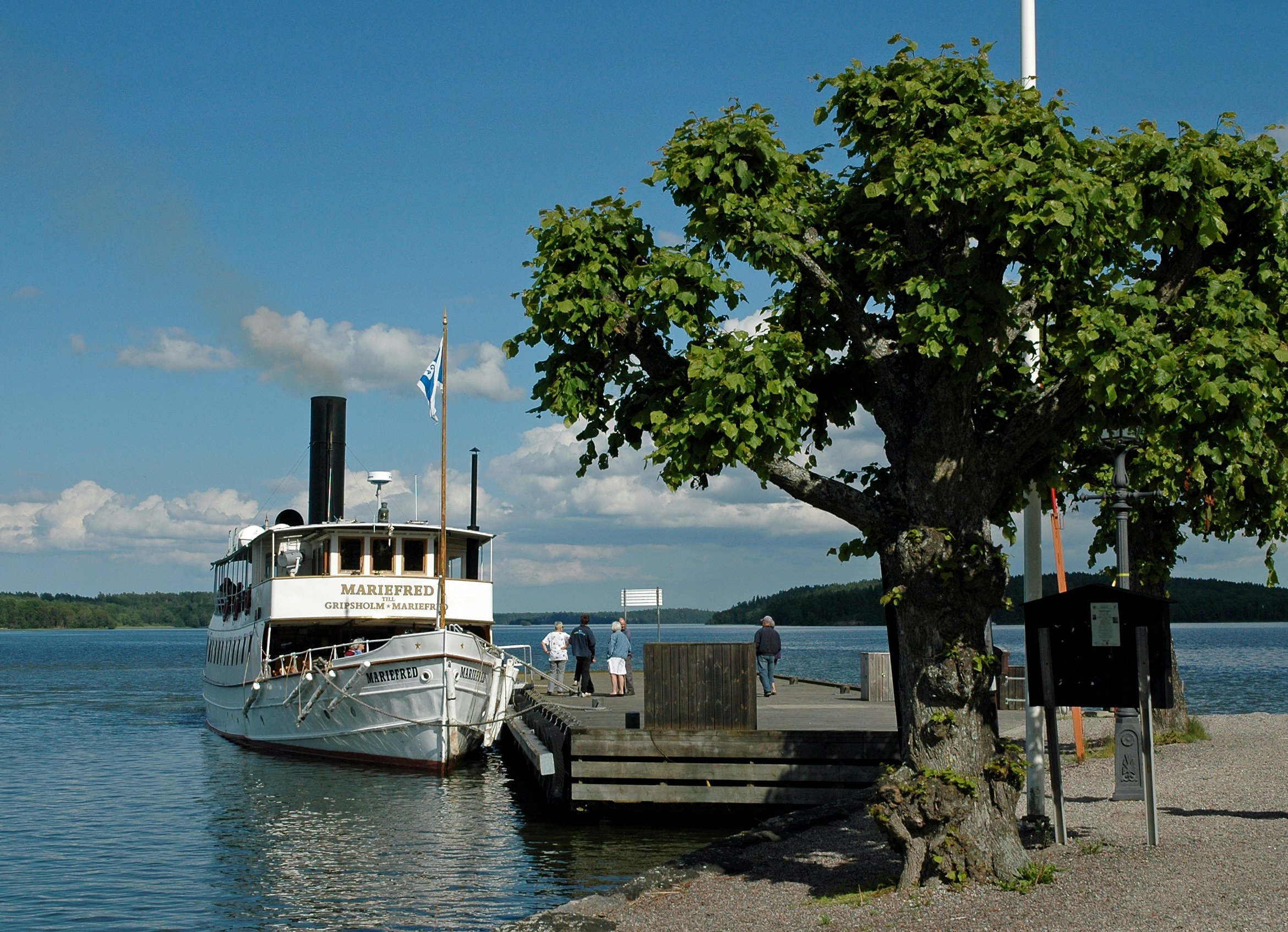
Anlegesteg
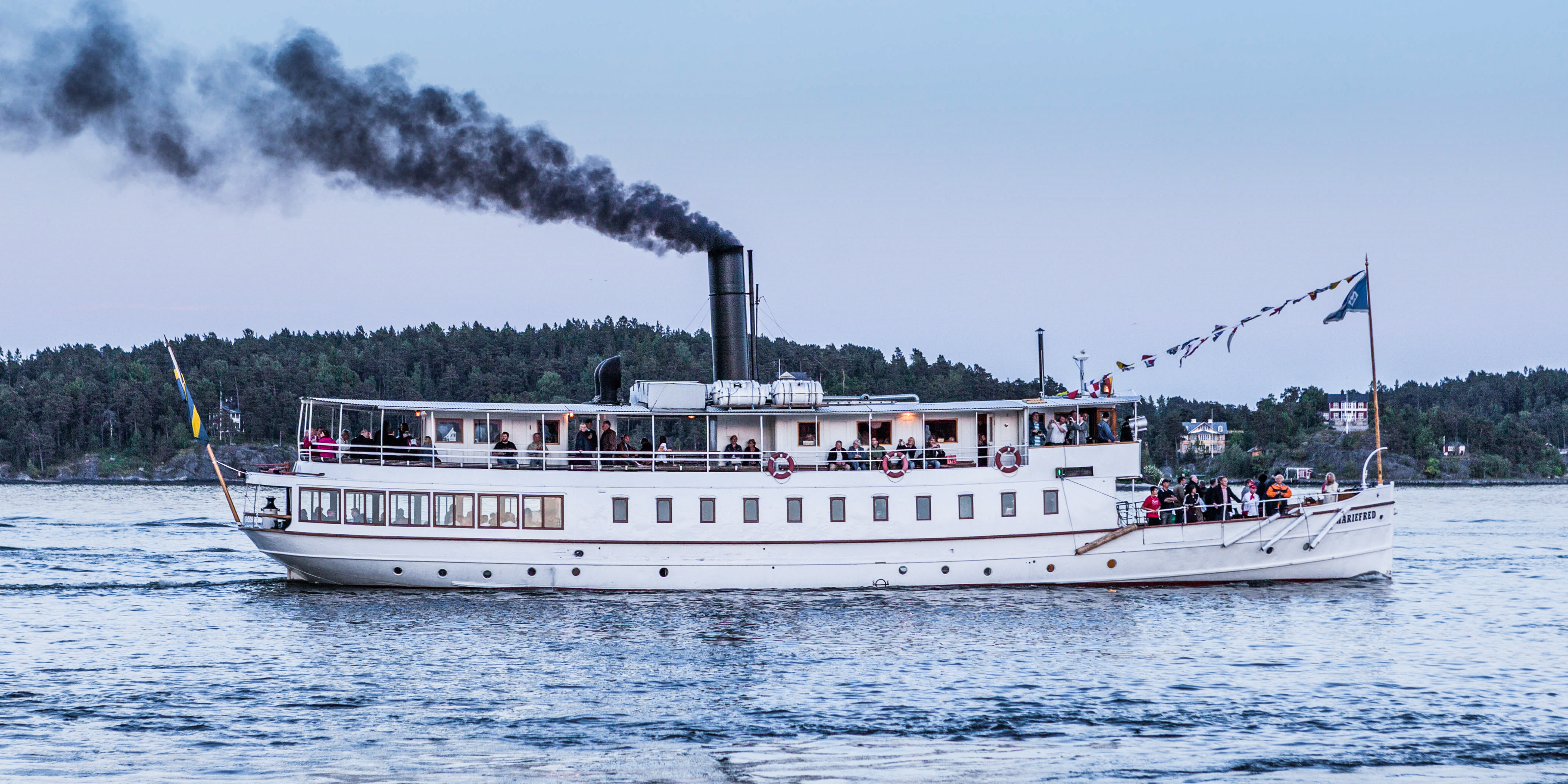
Mariefred im Jahr 2010.
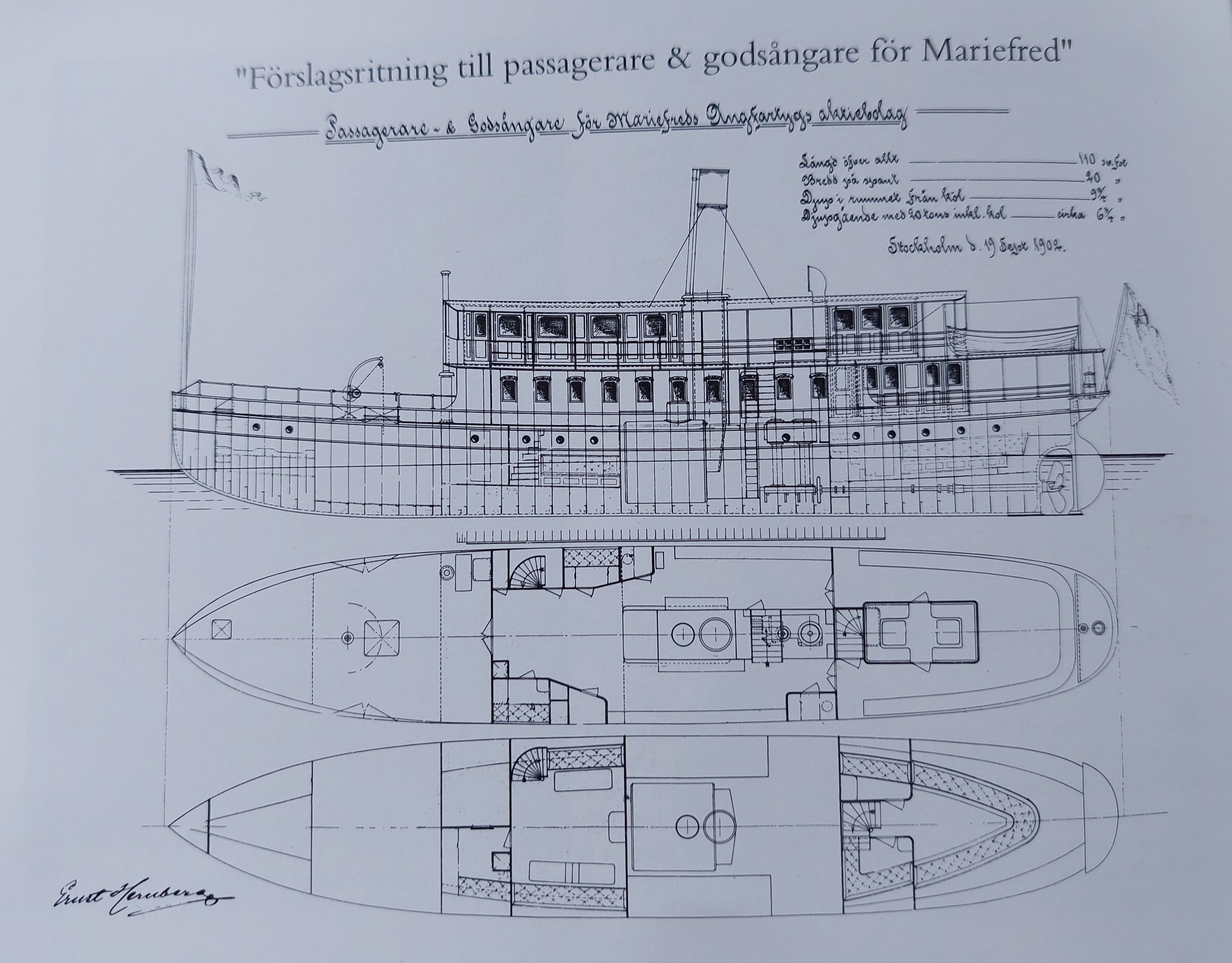
Plan der Mariefred